# Nausinoe reussi
Nausinoe reussi là một loài bướm đêm trong họ Crambidae.